# (5153) Gierasch
(5153) Gierasch est un astéroïde de la ceinture principale.

## Description
(5153) Gierasch est un astéroïde de la ceinture principale. Il fut découvert le 9 avril 1940 à Turku par Yrjö Väisälä. Il présente une orbite caractérisée par un demi-grand axe de 2,66 UA, une excentricité de 0,17 et une inclinaison de 12,8° par rapport à l'écliptique.

## Compléments